# Fotogalvanografie

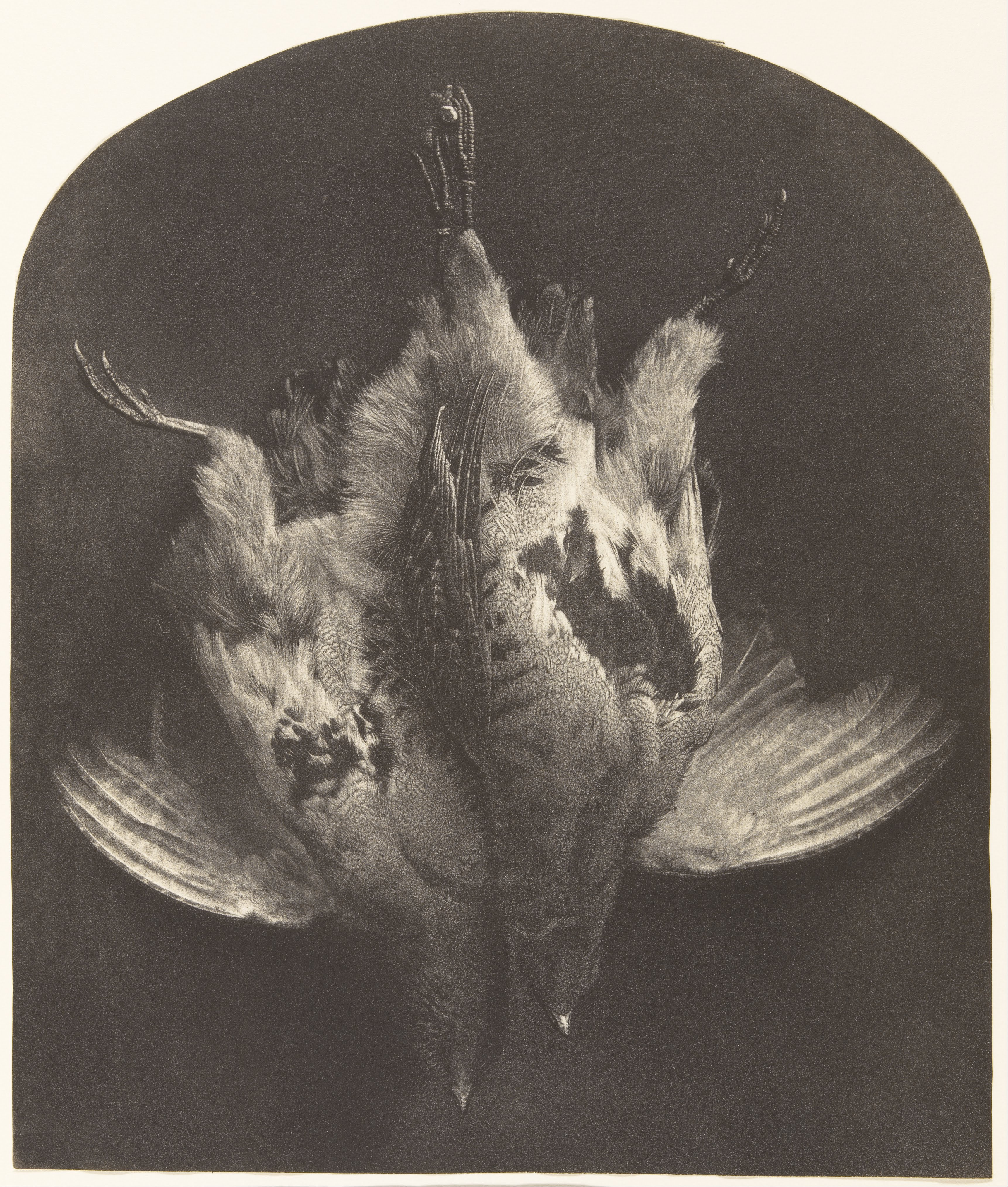
A Brace of Grouse (Zwei Auerhähne), 1857, Jagdstillleben, Fotogalvanografie von Paul Pretsch nach einer fotografischen Aufnahme von William Lake Price

Als Fotogalvanografie, auch Photogalvanographie, bezeichnet man ein von Paul Pretsch in Wien um 1854 erfundenes und später von ihm längere Jahre in London ausgeübtes Verfahren zur Erzeugung von druckbaren Platten von Fotografien.

## Verfahren
Mit einer Mischung von Gelatine, Kaliumdichromat (doppeltchromsaurem Kali) und Silberjodid (Jodsilber) wird eine Glasplatte überzogen, getrocknet und, je nachdem ob eine Kupfer- oder eine Buchdruckplatte gewünscht wird, unter einem fotografischen Negativ oder einem Positiv belichtet.
Die Glasplatte wird hierauf in erwärmten Bädern und verdünnter Boraxlösung bis zur Entwicklung eines Reliefs gewaschen, das in Alkohol gehärtet und mit Kopallack überzogen wird, worauf man das Bild in der Hitze trocknet. Von dem jetzt unveränderlichen Relief wird eine galvanoplastische Kopie in Kupfer hergestellt, die kaum noch der Nachhilfe mit dem Grabstichel bedarf, um druckfertig zu sein.
Duncan C. Dallas in London übte die Fotogalvanografie aus unter dem Namen Dallastypie; Joseph Leipold, Direktor der Banknotendruckerei in Lissabon, erzeugte damit vorzügliche fotografische Reproduktionen. Ein außerordentlich feines, wurmförmiges Korn verleiht den Bildern der Fotogalvanografie in den lichteren Tönen große Weichheit, in den dunkeln fast die Wärme des Kupferstichs.

## Geschichtliche Entwicklung

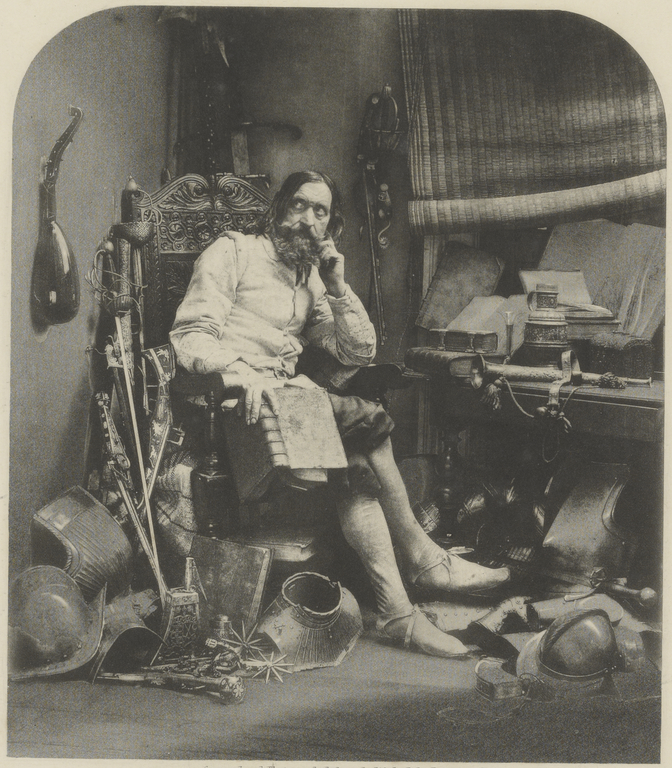
Don Quixote in His Studio, Fotogalvanografie von William Lake Price nach einem Don-Quijote-Motiv von Adolph Schroedter, Photo-Galvano-Graphic Company (Paul Pretsch), London 1856, gedruckt Januar 1857, J. Paul Getty Museum, Los Angeles

Die galvanische Abformung plastischer Gegenstände war bereits seit 1840 bekannt. Im gleichen Jahr erfand Franz von Kobell die Galvanografie, auf deren Methode die Fotogalvanografie aufbaut. Paul Pretsch arbeitete bei der k. u. k. Hof- und Staatsdruckerei (Print Media Austria), wo er den von Alois Auer von Welsbach perfektionierten Naturselbstdruck lernte. 1851 stellte die k. u. k. Staatsdruckerei auf der ersten Weltausstellung in London ihre manuellen und fotochemischen Verfahren des Tiefdrucks und der Lithografie aus. Dort lernte Pretsch die von Talbot und Anderen angewandten Methoden der fotografischen, fotomechanischen und galvanoplastischen Vervielfältigungsverfahren kennen. Noch im selben Jahr siedelte er von Wien nach London über und patentierte das mittlerweile von ihm ausgearbeitete Verfahren der Fotogalvanografie, dessen Schwierigkeit darin bestand, das empfindliche Gelatinerelief abzuformen und daraus eine Tiefdruckform herzustellen. Das Ergebnis war, dass die Schattenpartien deutlich mehr Tiefe hatten als die Lichter. Zudem gründete er die Patent Photo-Galvano-Graphic Company und produzierte im Dezember 1856 die erste Ausgabe eines fotomechanisch hergestellten Mappenwerks. Diese und die vier nachfolgenden Mappen, die alle jeweils vier Bilder enthielten, waren die ersten auf rein fotomechanische Weise in höherer Auflage hergestellten Verlagswerke.
Auch William Fox Talbot beschäftigte sich mit der Fotografie und der Herstellung fotomechanischer Druckplatten. 1858 erhielt er ein Patent auf eine Neuerung bei der Herstellung von Tiefdruckplatten. Es wird beschrieben, dass eine belichtete Chromgelatineschicht, die zunächst nicht im Wasser quellen muss, mit einer Folge von Eisenchloridlösungen abnehmender Konzentration geätzt wird, um unterschiedliche Tonabstufungen zu erreichen.